# Загоруйко Микола Миколайович
Микола Миколайович Загоруйко (нар. 18 січня 1962, Вінниця, УРСР) — радянський та український футболіст, воротар. По завершенні кар'єри — футбольний тренер.

## Життєпис
У 1980 році дебютував у складі вінницької «Ниви» у Другій лізі СРСР. Наступний сезон провів у сімферопольській «Таврії». За кримчан зіграв лише один матч Кубку СРСР проти барнаульского «Динамо» (2:0). Після цього повернувся в «Ниву». Спочатку поступався місцем у воротах Анатолію Бабенко, але потім став основним воротарем. У 1983 році команда посіла третє місце в своїй зоні. Наступного року «Нива» стала переможцем зонального турніру, після чого посіла друге місце у фінальному раунді, поступившись куйбишевським «Крилам Рад». Сезон 1985 року команда завершила на другому місці в своїй групі, поступившись лише «Таврії». Взяв участь у першому розіграші чемпіонату незалежної України. «Нива» посіла 8 місце з 10 команд своєї групи й вилетіла в Першу лігу. Провів у команді першу половину сезону 1992/93 років, після чого завершив кар'єру футболіста.
У складі «Ниви» провів понад триста матчів, рекордсменом клубу як воротар, який провів найбільше матчів. Загоруйко відіграв найбільше «сухих» матчів за «Ниву» — 131 поєдинок. Входить до символічного клубу Анатолія Александрова та Юрія Шевченка.
За закінчення кар'єри футболіста почав працювати дитячим тренером у школі вінницької «Ниви». Працював в парі з Олександром Дусанюком. Нагороджувався премією як найкращий тренер Вінницької області. Серед його вихованців такі футболісти як Олександр Костюк та Вадим Волошинський (1992 року народження). Підопічні 1997 року народження перемагали на турнірі у Франції навесні 2010 року. Вихованцями 1997 року народження є Віктор Циганков та Олег Остапенко. Після цього тренував групи футболістів 2002—2004 років народження. Приводив команду цього віку до срібних нагород міжнародного турніру в Києві «Оболонь — 2011». З командою 2007 року народження влітку 2016 року брав участь в болгарському турнірі «Несебр-cap 2016».
У сезоні 1999/00 років працював тренером воротарів у клубі «Вінниця», цю ж посаду займав у команді «Нива-В» у першій половині сезону 2016/17 років.